# Tridenchthonius peruanus
Espèce
Tridenchthonius peruanus est une espèce de pseudoscorpions de la famille des Tridenchthoniidae.

## Distribution
Cette espèce est endémique du Pérou. Elle se rencontre vers Sivia (en).

## Publication originale
- Beier, 1955 : Pseudoscorpionidea. Beiträge zur Fauna Perus, nach der Ausbeute der Hamburger Südperu-Expedition 1936, und anderen Sammlungen, wie auch auf Grund von Literaturangaben, Gustav Fischer, Jena, vol. 4, p. 1-12.